# Karl Petermann (Politiker)
Karl Friedrich Petermann (* 5. Januar 1821; † im 19. Jahrhundert wohl in den USA) war ein deutscher Prediger und Politiker.

## Leben
Petermann war der Sohn des Tischlermeisters Melchior Petermann in Gera und dessen Ehefrau Johanne Christiane geborene Solle. Er war evangelisch-lutherischer Konfession und heiratete am 17. November 1850 in Kunitz Friedericke Auguste Eleonora Schilbach (* 4. Juni 1824 in Kunitz), die Tochter des Pfarrers Christian Gottlob Daniel Schillbach in Kunitz.
Petermann besuchte das Gymnasium Rutheneum in Gera und legte dort Ostern 1843 das Abitur ab. Danach studierte er Theologie und wurde Kandidat der Theologie in Gera, wo er am 25. Oktober 1849 die Bürgerrechte erwarb und Kandidat des Predigeramtes und Lehrer an der Mädchenschule wurde. 1858 wanderte er nach Easton (Pennsylvania) aus und lebte dort als Schullehrer.
In der Märzrevolution war er Mitglied der demokratischen Partei. Er veröffentlichte viele Aufsätze in der „Vogtländischen Zeitung“. Vom 30. November 1848 bis zum 21. Dezember 1849 und vom 10. bis 26. November 1851 war er Abgeordneter im Landtag Reuß jüngerer Linie. Im Landtag war er vom 12. bis 26. November 1851 Schriftführer.